# Seznam slovaških smučarskih tekačev
Seznam slovaških tekačev na smučeh.

## B
- Martin Bajčičák
- Lubomíra Balážová
- Ivan Bátory
- Jaroslava Bukvajová

## H
- Alžbeta Havrančíková

## J
- Patricia Janečková

## K
- Martin Kapso
- Ján Koristek
- Tatiana Kutlíková

## M
- Michal Malák
- Peter Mlynár

## P
- Alena Procházková

## S
- Andrej Segeč

## Š
- Miroslav Šulek